# 미국의 총기 난사

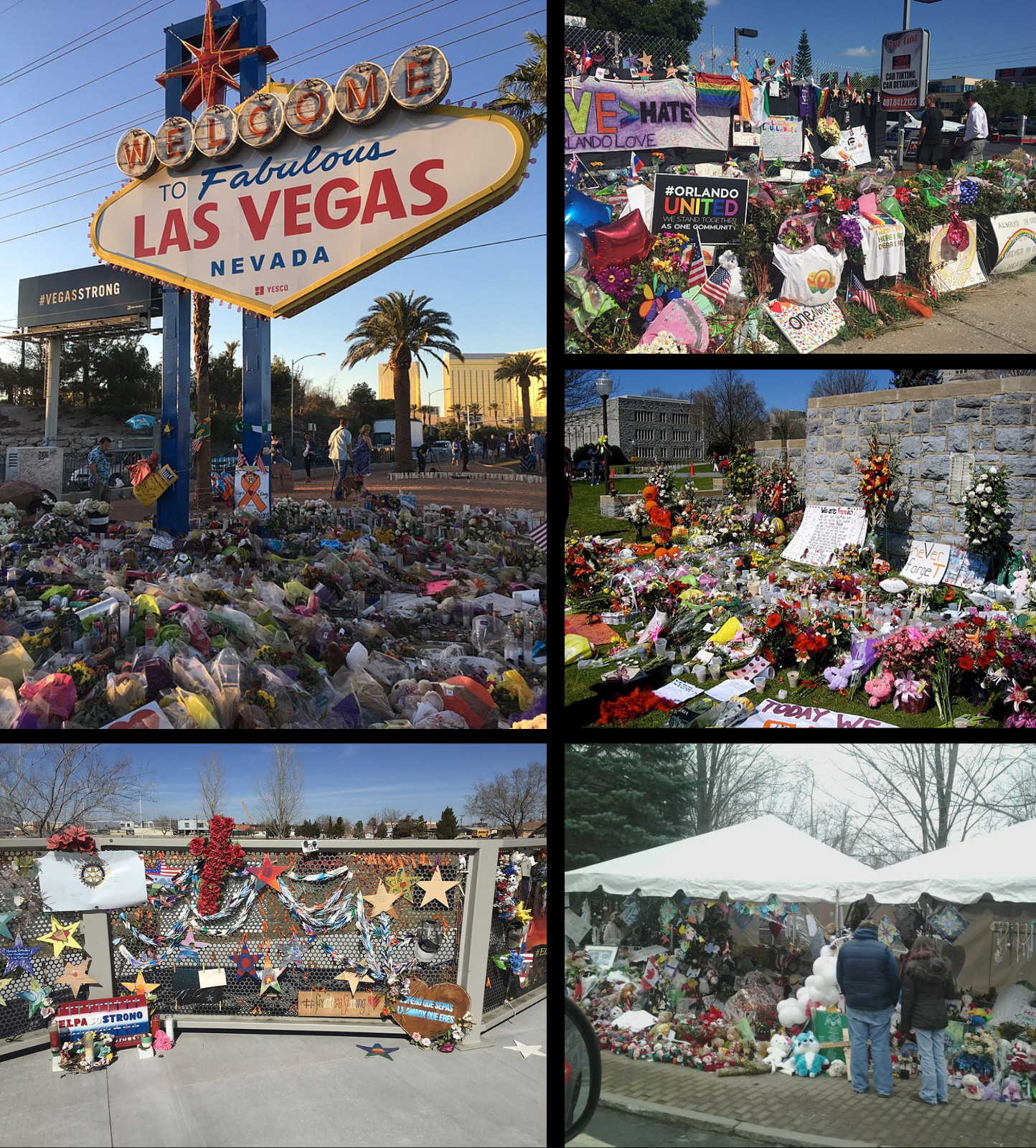
위 왼쪽에서부터 시계 방향으로: 2017년 라스베이거스 스트립 총기 난사 사건, 2016년 올랜도 나이트클럽 총기 난사 사건, 버지니아 공대 총기 난사 사건, 샌디훅 초등학교 총기 난사 사건, 2019년 엘패소 총기 난사 사건

미국의 총기 난사(mass shootings in the United States)에 대한 설명이다.
총기 난사는 총기 관련 폭력의 여러 피해자가 관련된 사건이다. 정의는 다양하며, 광범위하게 받아들여지는 단일 정의는 없다. 한 가지 정의는 갱단 살인, 가정폭력 또는 조직이 후원하는 테러 행위를 제외하고 총격범이 최소 4명의 희생자를 죽이는 공공 총기 폭력 행위이다. 2016년 연구에서는 이 정의를 사용하여 1966년부터 2012년 사이에 전 세계 공개 총기 난사 사건의 거의 3분의 1(292건 중 90건)이 미국에서 발생한 것으로 나타났다. 2017년 뉴욕 타임스는 동일한 총기 난사 사건을 기록했다. 수년의 기간. 2014년부터 2022년까지 미국의사협회저널(JAMA)에 발표된 2023년 보고서에 따르면 미국에서 총기 난사 사건이 4,011건 발생했으며, 가장 빈번하게 발생하는 지역은 미국 남동부와 일리노이 지역이다. 범죄 폭력, 사회 폭력, 가정 폭력과 관련된 총기 난사의 경우에도 마찬가지였다. 가장 높은 비율은 컬럼비아 특별구(100만 명당 10.4건)에서 나타났고, 루이지애나(100만 명당 4.2건)와 일리노이가 그 뒤를 이었다.
가해자의 인구통계는 총기 난사의 유형에 따라 다르지만 거의 모든 경우에 남성이다. 기여 요인에는 총에 대한 쉬운 접근, 가해자의 자살 충동, 유아기 트라우마뿐만 아니라 총기 난사에 대한 온라인 미디어 보도를 포함한 다양한 사회 문화적 요인이 포함된다. 한 연구에서는 총기 난사범의 44%가 범행을 저지르기 전에 계획을 유출했다.
연방수사국은 2021년 전체 사건 중 61건을 총기 난사 사건으로 지정했다. 미국은 다른 어떤 나라보다 총기 난사 사건이 더 많이 발생했다. 총기 난사가 발생한 후 가해자는 일반적으로 자살하거나 법 집행관에 의해 제지되거나 살해된다. 총기 난사는 2000년부터 2016년까지 미국 총기 사망자의 0.2% 미만을 차지했으며, 1976년부터 2018년까지 미국 전체 살인 사건의 0.5% 미만을 차지했다.

## 같이 보기
- 연속살인